# Ludwig Schiedermair
Ludwig Schiedermair (7. december 1876 i Regensburg — 30. april 1957 i Bensberg) var en tysk musikforfatter.
Schiedermair studerede historie og musikvidenskab (for Sandberger) ved Universitetet i München. Han blev docent og fra 1920 professor ved Bonns Universitet. Han har komponeret en opera og sange, men er kendt som forfatter af forskellige afhandlinger vedrørende tysk opera i 17.—19. århundrede, samt af Beiträge zur Geschichte der Oper um die Wende des 18. und 19. Jahrhunderts (2 bind, omhandler væsentlig Johann Simon Mayr), Einführung in das Studium der Musikgeschichte og navnlig Mozart, sein Leben und seine Werke (1922). Han har også udgivet Die Briefe Mozarts und seiner Familie (5 bind).